# Trans Canada Highway
Trans Canada Highway е мини албум на шотландската електронна група Boards of Canada, издаден на 29 май 2006 от Warp Records. Първоначално EP-то е трябвало да излезе на 6 юни 2006, като по този начин при съкратено изписване датата да стане (060606), препратка към тяхна друга употреба на числото 666, но в студийния им албум „Geogaddi“.
Мини албумът включва първият официален клип на групата, режисиран от Мелиса Олсън. Видеото съпътства песента „Dayvan Cowboy“. Клипът започва с архивни кадри от парашутния скок-рекорд на Джоузеф Китингър, който той прави на 16 август 1960 от височина 31 хиляди метра и остава във въздуха повече от 14 минути. Оригиналните кадри вървят до момента, в който Китингър отваря парашута си и успешно каца в морето. От там насетне друг мъж се гмурка във водата (това са допълнително заснети кадри) и изплува със сърф дъска в ръцете си преминавайки в други кадри показващи маневрите на професионалния сърфист Леърд Хамилтън. Видеото представлява компилация от документални, любителски и допълнително заснети кадри, чрез който се разказва историята на „Dayvan Cowboy“, песен включена преди това в третия им студиен албум „The Campfire Headphase“.
Оформлението на обложката е взето от ръководство от 1977 за части на камиони Додж.

## Песни
1. Dayvan Cowboy – 5:01
2. Left Side Drive – 5:20
3. Heard from Telegraph Lines – 1:09
4. Skyliner – 5:40
5. Under the Coke Sign – 1:31
6. Dayvan Cowboy (Odd Nosdam remix) – 9:19